# HD191110
HD191110 — хімічно пекулярна зоря спектрального класу A0, що має видиму зоряну величину в смузі V приблизно  6,2.
Вона  розташована на відстані близько 524,4 світлових років від Сонця.

## Пекулярний хімічний склад
Зоряна атмосфера HD191110 має підвищений вміст 
Hg
.